# (147971) Nametoko
(147971) Nametoko est un astéroïde de la ceinture principale.

## Description
(147971) Nametoko est un astéroïde de la ceinture principale. Il fut découvert le 24 novembre 1994 à Kuma Kogen par Akimasa Nakamura. Il présente une orbite caractérisée par un demi-grand axe de 3,18 UA, une excentricité de 0,20 et une inclinaison de 6,3° par rapport à l'écliptique.

## Compléments